# Little Britain
Little Britain è una serie televisiva comica a sketch televisivo diffusa nel Regno Unito dalla British Broadcasting Corporation. È scritta ed interpretata da Matt Lucas e David Walliams. Il titolo deriva da un'unione dei termini Little England (piccola Inghilterra) e Great Britain (Gran Bretagna) ed è anche il nome di un quartiere vittoriano e di una strada di Londra.
Una versione americana dello show, chiamata Little Britain USA e considerata come quarta stagione, è stata trasmessa dalla HBO dal 28 settembre 2008.
In Italia il serial venne inizialmente trasmesso sottotitolato su MTV Italia, e poi sul canale BBC Prime in lingua originale.

## Storia

### Show radiofonico
Little Britain nacque come show radiofonico di nove episodi sulla radio BBC Radio 4; gli episodi furono replicati da Radio 4 nel febbraio 2004 e contemporaneamente la radio BBC 7 ritramise i primi 5 nel marzo 2004 e gli altri 4 fra giugno e luglio.

### Serie TV
Come molti altri show comici della BBC (come Dead Ringers e The Mighty Boosh), Little Britain passò dalla radio alla tv. Tutti gli episodi sono stati girati ai Pinewood Studios. Molto materiale delle serie è stato ripreso e riadattato dalla versione radiofonica.
Prima stagione, 2003
Ebbe talmente successo che fu ripetuta sul canale BBC Two, i critici furono entusiasti e venne commissionata una seconda serie.
Seconda stagione, 2004
La seconda stagione, con molti nuovi personaggi, cominciò su BBC Three il 19 ottobre 2004. Il successo fu tale che venne replicato su BBC One con maggiori ascolti, ma con alcune censure e modifiche, in quanto il materiale venne considerato troppo offensivo per il pubblico di BBC One.
Terza stagione, 2005
Iniziò il 17 novembre 2005 su BBC One e durò per 6 settimane; dopodiché si aprì un dibattito se proseguire o no, in quanto certi personaggi stavano acquisendo una svolta drammatica. Lucas and Walliams dichiararono di voler eliminare dal programma alcuni personaggi e introdurne di nuovi.
Little, Little Britain, 2005
Nel 2005, per raccogliere fondi per il programma Comic Relief, Walliams and Lucas fecero una speciale edizione dello show chiamata Little, Little Britain, un unico episodio che includeva molti sketch con personaggi famosi quali George Michael, Robbie Williams e Sir Elton John. È stata distribuita in DVD in edizione limitata. Negli Stati Uniti è disponibile all'interno del DVD della 2º serie.
Little Britain Abroad, 2006
Nel 2006 sono stati distribuiti 2 speciali natalizi, in cui i personaggi dello show andavano in visita in paesi stranieri.

### Little Britain Live
Dopo il successo dello show televisivo, i due attori intrapresero uno spettacolo itinerante sui palcoscenici inglesi. La canzone I'm Gay interpretata dal personaggio di Matt Lucas, Daffyd Thomas, al termine dello spettacolo è stata realizzata come singolo.
Comic Relief Does Little Britain Live, 2007
Una versione speciale dal vivo, con la partecipazione di celebrità come Russell Brand e Dennis Waterman è stata girata nel 2006 ed è apparsa in tv nel 2007 durante il Comic Relief show.

### Little Britain USA
Nel 2007 Matt Lucas e David Walliams annunciarono la fine di Little Britain e la nascita della versione americana dello show chiamata Little Britain USA, in cui compaiono personaggi della serie britannica e personaggi americani. Lo show ha debuttato negli USA il 28 settembre 2008 sul canale HBO alle 22:30 e la settimana dopo in Gran Bretagna su BBC One.

### Altro
Matt Lucas e Peter Kay, nelle vesti dei loro personaggi Andy Pipkin e Brian Potter, hanno reinciso la canzone "I'm Gonna Be (500 Miles)" assieme ai suoi autori, The Proclaimers. Questa versione è stata incisa come singolo per raccogliere fondi per il Comic Relief il 19 marzo 2007.

## Personaggi
Essendo Little Britain uno show basato su sketch, contiene una vasta gamma di personaggi, tutti interpretati dai due autori-attori David Walliams e Matt Lucas.

## Special guests
Little Britain ha ospitato molte celebrità. Alcune di queste hanno interpretato dei personaggi: Rob Brydon (come Roman, ex marito di Bubbles DeVere), Jamie Theakston (come vecchio amico del Primo Ministro), Dawn French (come Shelly, madre di Vicky Pollard), Nigel Havers (come leader dell'opposizione), Patricia Kane (come vecchia cittadina di Llandewi Breffi), Peter Kay (come Les, fratello di Ting Tong), Sally Hawkins (come ragazza dell'ipnotizzatore Kenny Craig), Ruth Madoc (come madre di Daffyd Thomas) e Christian Coulson (come studente di arte drammatica).
Sono invece apparsi nel ruolo di loro stessi: Tyson Reinhardt, David Baddiel, Jennie Bond, Ronnie Corbett, Paul Daniels, Debbie McGee, Cat Deeley, Vanessa Feltz, Trisha Goddard, Keith Harris, Elton John, Derek Martin, Paul McKenna, George Michael, Richard Madeley, Judy Finnigan, David Soul, Les McKeown, Mollie Sugden, Kate Moss, Robbie Williams e, in Little Britain USA, Sting e Rosie O'Donnell.

## Primati
Little Britain detiene il record del maggior numero di DVD venduti da una serie comica. Il DVD ha venduto in tutto il mondo il numero record di 645 457 copie tra marzo 2006 e marzo 2007, per un incasso di 5.436.151 dollari.